# 켐펠레

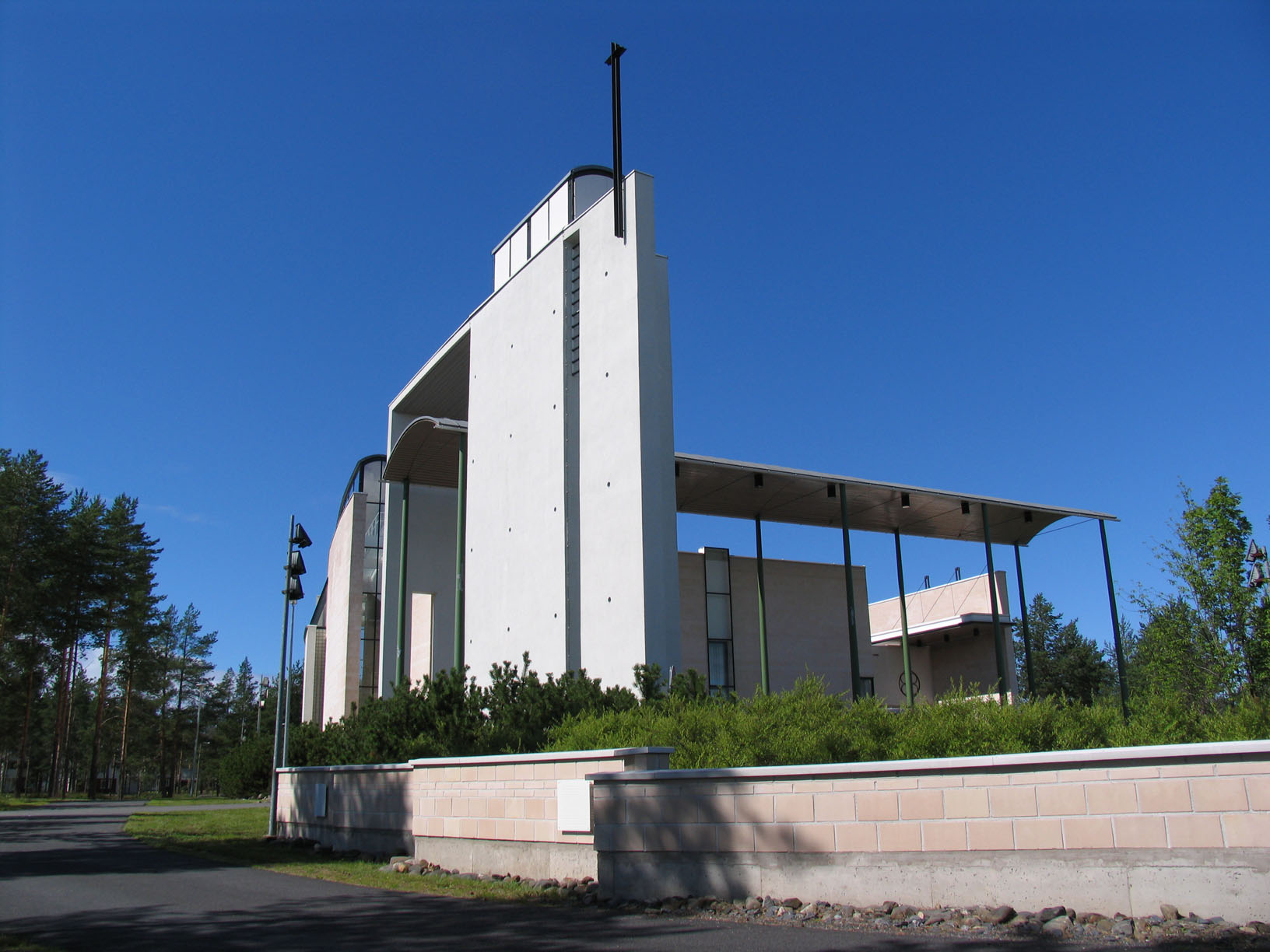
켐펠레 성 삼위일체 교회

켐펠레의 위치

켐펠레(핀란드어: Kempele)는 핀란드 북포흐얀마 지역에 위치한 도시로 면적은 110.35km2, 인구는 17,041명(2016년 기준), 인구 밀도는 154.75명/km2이다. 1867년에 도시 지위를 부여받았다.

시 문장

## 같이 보기
- 오울룬살로